# 北京招商国际金融中心
39°55′23″N 116°21′27″E / 39.9230034°N 116.3575981°E

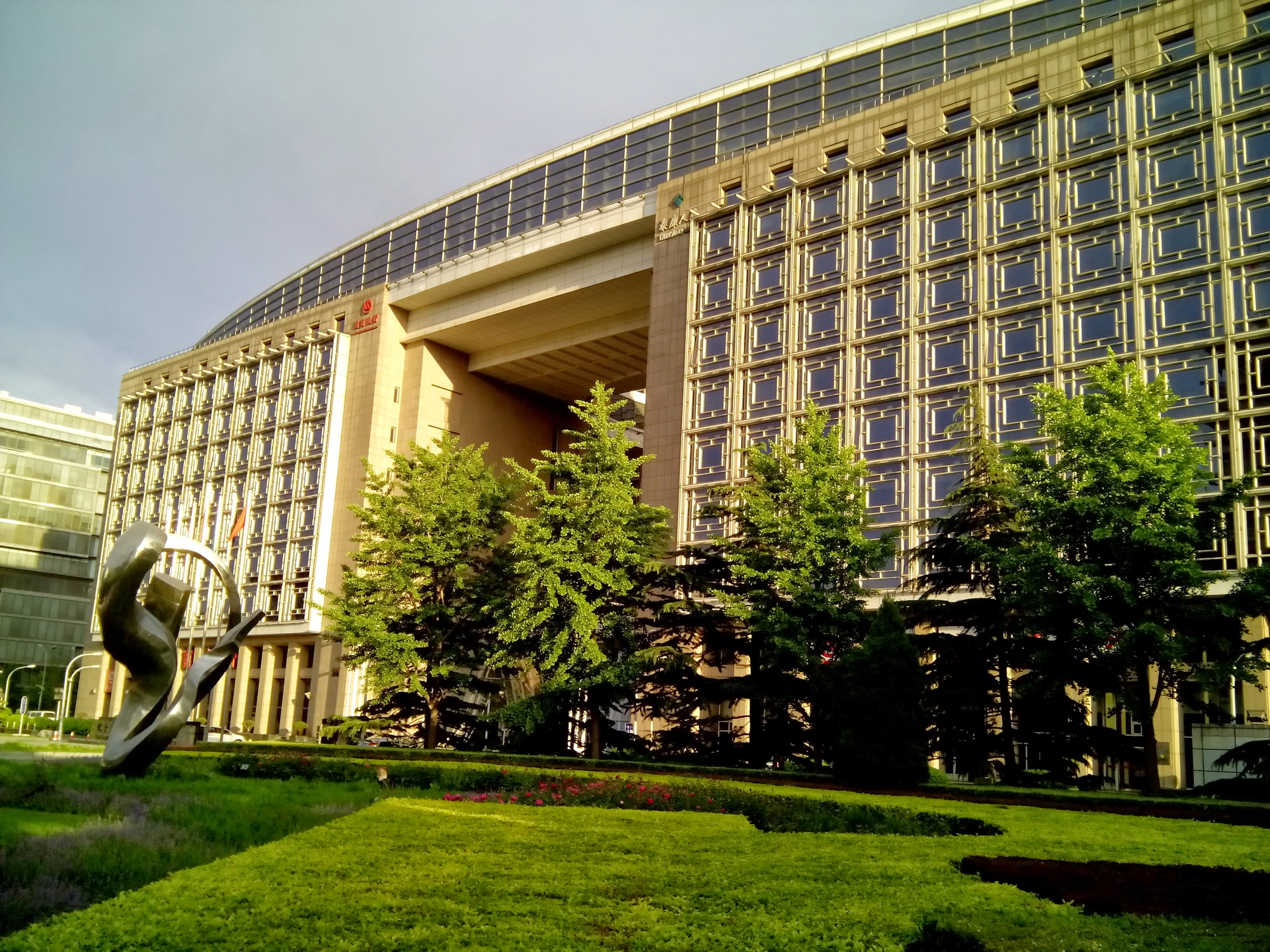
北京招商国际金融中心

北京招商国际金融中心，位于北京市西城区复兴门内大街156号，是一座“集办公、银行营业厅及银行必备设施和快餐厅、车库为一体的综合建筑。”

## 简介
北京招商国际金融中心原名北京国际金融大厦，是由招商局的全资公司北京金龙兴业房地产有限公司开发的一个大型房地产项目。该大厦于1998年竣工。大厦由四座相对独立的办公楼以及两个弧形连接体组成。该大厦被评为1990年代北京十大建筑之一。
该物业的C座地下一层至地上十三层、第十四层C/D座联廊及相应分摊部分和地下五十个车位（以下简称处置房产）的名义产权人原为中国网络通信集团公司（以下简称中国网通。2009年合并重组为中国联合网络通信集团有限公司，简称中国联通），拥有土地使用权及房屋所有权。2003年，中国网通购买北京中证房地产开发有限公司（以下简称中证公司）开发建设的金融大街21号“中证大厦”（后改为中国联通大厦），将处置房产置换给中证公司，置换总价4.52亿，抵作中证大厦部分购房款，中证公司遂成为处置房产的实际产权拥有方。但中证公司直到2007年才向中国网通交付中证大厦，产权证书直到2010年才部分办理完毕，土地过户手续直到2015年仍未办理完。中国网通及后来的中国联通未向中证公司追究任何违约责任。

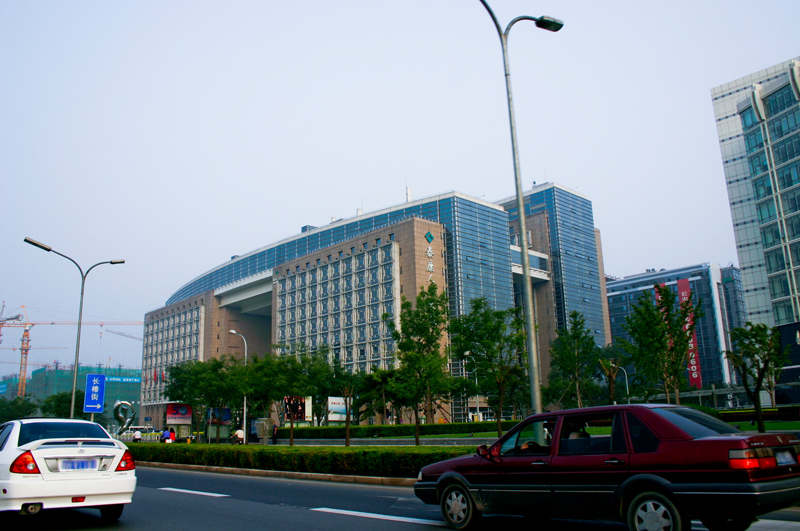
北京招商国际金融中心

2010年6月，据称有郭伯雄家族背景的国澳实业有限公司（以下简称国澳实业）将中证公司原股东中国保利香港有限公司的股权和债权买断，按协议书约定准备同中国网通及中证公司签署三方合同，以7年前中国网通置换总价的相同价格，将中国网通名下的处置房产过户到国澳实业名下。2011年1月31日，中国联通与中证公司、国澳实业正式签署转让协议，以4亿多元的低价将处置房产直接转移给国澳实业。而当时处置房产的市场价已达12亿多元。8月2日处置房产正式过户。同样在2011年，国澳实业将C座一层到六层部分物业（仅占处置房产的不到一半）以4.39亿元购买价加上1.67亿元装修设备补偿款（合计6.06亿元购买总价）出售给恒丰银行，不但收回了购买整个处置房产的全部成本，还一举赚了1亿多元。随后恒丰银行按合同约定付款，但国澳实业未按合同给予房产证及土地证，恒丰银行诉至法院，2014年2月北京市高级人民法院判决认定该购房合同有效，国澳实业需将土地证、房产证过户到恒丰银行名下。
为使国澳实业能完全控制C座的所有使用面积和公共设施，中国联通2011年3月29日签发《关于要求搬离北京招商国际金融中心C座的致函》，勒令北京金龙兴业房地产有限公司（以下简称金龙兴业）将C座内的机构搬离，被金龙兴业回函拒绝。中国网通及后来的中国联通曾多年向金龙兴业租用C座第十四层及其夹层的使用权，之后又由中国诚信信用管理有限公司（以下简称中诚信）向金龙兴业租用。2011年4月，国澳实业派20多名社会闲散人员阻塞C座公共通道，辱骂威胁中诚信员工，同样使用该通道的穆迪中国公司的办公秩序也受到影响。2011年8月18日晚12时，国澳实业派6名打手破坏C座第十四层消防门，并砸毁该层的中诚信办公室玻璃门，随后切断电源，导致中诚信金融信息数据库被破坏。政府执法部门对此次事件态度敷衍。2015年1月7日，中诚信党委向中央纪委“实名举报中国联通损失8亿国有资产暨偷逃3.2亿税款”，要求查处以中国联通现任董事长常小兵、前任董事长张春江为首的处置房产决策群体的严重违法违纪及腐败犯罪，“涉嫌向郭伯雄家族进行利益输送，造成国有资产损失及税款流失”的问题。张春江已在2009年12月26日被带走调查，2011年7月被判处死刑缓期两年执行，2014年11月改判无期徒刑。2015年8月三大运营商轮岗，常小兵被调到中国电信任董事长兼党组书记。2015年12月，中央纪委宣布常小兵正接受组织调查。2017年5月31日，河北省保定市中级人民法院公开宣判常小兵受贿案，以受贿罪判处有期徒刑六年，并处罚金人民币五十万元；对受贿所得财物予以没收，上缴国库。